# ホテル エトス・イン博多
ホテル エトス・イン博多（-はかた）、とは、福岡県福岡市博多区堅粕にあるビジネスホテルである。

## 基本情報
- 福岡県福岡市博多区堅粕2-2-2

## そのほか
- 福岡出張のPRとして、京浜急行電鉄の一部の車両のドアステッカーに当ホテルの広告が張られている（ローカルスポンサー枠で、海側品川方のドアの左側の窓がそれに該当し、そこの部分の広告スポンサーは編成によって異なっている）。
- リーズナブルな価格で格上の設備であることから、プロ野球・福岡ソフトバンクホークス主催試合のビジター側のチームがこのホテルに宿泊するケースも多い。

- バス・トイレが個別になっており、洗い場のあるバスルームでくつろぐことができるとのことで、出張客には多くのリピーターがいる。

## 公式サイト・外部リンク
公式サイト